# Mauvaise Herbe
Pour les articles homonymes, voir Mauvaise herbe (homonymie).
Mauvaise Herbe (titre original : Weeds) est une nouvelle de Stephen King publiée pour la première fois en 1976 dans le mensuel américain Cavalier. Elle ne fait partie d'aucun recueil de l'auteur.

## Résumé
Jordy Verrill, un fermier du New Hampshire, découvre un morceau de météorite dans son champ et pense en tirer un bon prix en le vendant à des scientifiques. Mais, après avoir touché la météorite, il commence à être infecté par une sorte d'herbe qui recouvre progressivement son corps.

## Genèse
La nouvelle a été publiée initialement dans le numéro de mai 1976 du magazine Cavalier. 

## Adaptation
La nouvelle a été adaptée au cinéma en 1982 par George A. Romero  pour le film à sketches Creepshow (Segment 2) sous le titre La Mort solitaire de Jordy Verrill. Stephen King y joue le rôle de Jordy Verrill.
La BD Comic Creepshow sera l’adaptation du film sorti en 1982 sur le scénario de Stephen King. Cette BD regroupe cinq nouvelles (dont La mort solitaire de Jordy Verrill - Mauvaise Herbe) alliant humour noir et grinçant et fantastique. 

Références
1. ↑  George Beahm (trad. de l'anglais), Stephen King : de A à Z, Issy-les-Moulineaux, Vents d'Ouest, 2000, 276 p. (ISBN 2-86967-903-3), p. 266
2. ↑  Laurent Duroche, « D'anthologie », Mad Movies, no HS 22,‎ décembre 2013, p. 32-34